# Den tid den sorg - om ældre og bofællesskaber
Den tid den sorg - om ældre og bofællesskaber er en dansk dokumentarfilm fra 1987 med instruktion og manuskript af Lise Roos.

## Handling
Ni kvinder blev pionerer for andre. De dannede et bofællesskab for ældre og fik kommunens tilladelse til forsøget. Med ukuelig vilje og fem års slid lykkedes det kvinderne at få lov til selv at forme deres tredje alder. Foruden egne lejligheder fik de fællesrum og køkken i opgangskollektivet. Filmen viser en generalprøve på indflytningen.